# Saprinus bimaculatus
Saprinus bimaculatus är en skalbaggsart som beskrevs av Rolf Martin Theodor Dahlgren 1964. Saprinus bimaculatus ingår i släktet Saprinus och familjen stumpbaggar. Inga underarter finns listade i Catalogue of Life.